# アルデックス・ジャパン
アルデックス・ジャパンは、所沢市に居を構えるカートショップ。
オーナーの秋山昌夫は、高校時代から全日本選手権カートに出走、その後、日本を代表するカートエンジンのチューナーとして活躍。1978年には、ポルトガルで行なわれたカートの世界選手権で、菅谷安智のポールポジションに貢献する。長年に亘って後進の指導に力を入れ、中野信治、佐藤琢磨などのカート時代のエンジンも秋山のチューニング。高校時代から年配顔だったため、当時話題になった映画、子連れ狼で流行した父親の呼び名である“チャン”の愛称で親しまれる。
| スタブアイコン | サブスタブ | この項目は、まだ閲覧者の調べものの参照としては役立たない、スポーツに関連した書きかけの項目です。この項目を加筆・訂正などしてくださる協力者を求めています（P:スポーツ/PJ:スポーツ）。 |